# Yunus Akgün
Yunus Akgün (sinh ngày 7 tháng 7 năm 2000) là một cầu thủ bóng đá chuyên nghiệp người Thổ Nhĩ Kỳ thi đấu ở vị trí tiền vệ cho câu lạc bộ Leicester City theo dạng cho mượn từ câu lạc bộ Galatasaray. Anh đại diện cho đội tuyển quốc gia Thổ Nhĩ Kỳ.

## Thống kê sự nghiệp

### Câu lạc bộ
Tính đến ngày 17 tháng 3 năm 2024
| Club                   | Season       | League           | League | League | National cup | National cup | League cup | League cup | Europe | Europe | Other | Other | Total | Total |
| Club                   | Season       | Division         | Apps   | Goals  | Apps         | Goals        | Apps       | Goals      | Apps   | Goals  | Apps  | Goals | Apps  | Goals |
| ---------------------- | ------------ | ---------------- | ------ | ------ | ------------ | ------------ | ---------- | ---------- | ------ | ------ | ----- | ----- | ----- | ----- |
| Galatasaray            | 2018–19      | Süper Lig        | 11     | 0      | 6            | 4            | —          | —          | 2      | 0      | 1     | 0     | 20    | 4     |
| Galatasaray            | 2019–20      | Süper Lig        | 5      | 1      | 2            | 0            | —          | —          | 0      | 0      | 0     | 0     | 7     | 1     |
| Galatasaray            | 2021–22      | Süper Lig        | 0      | 0      | 0            | 0            | —          | —          | 1      | 0      | —     | —     | 1     | 0     |
| Galatasaray            | 2022–23      | Süper Lig        | 25     | 1      | 3            | 0            | —          | —          | —      | —      | —     | —     | 28    | 1     |
| Galatasaray            | 2023–24      | Süper Lig        | 1      | 0      | 0            | 0            | —          | —          | 4      | 0      | 0     | 0     | 5     | 0     |
| Galatasaray            | Total        | Total            | 42     | 2      | 11           | 4            | —          | —          | 7      | 0      | 1     | 0     | 61    | 6     |
| Adana Demirspor (loan) | 2020–21      | TFF First League | 28     | 5      | 4            | 2            | —          | —          | —      | —      | —     | —     | 32    | 7     |
| Adana Demirspor (loan) | 2021–22      | Süper Lig        | 34     | 8      | 4            | 1            | —          | —          | —      | —      | —     | —     | 38    | 9     |
| Adana Demirspor (loan) | Total        | Total            | 62     | 13     | 8            | 3            | 0          | 0          | 0      | 0      | 0     | 0     | 70    | 16    |
| Leicester City (loan)  | 2023–24      | Championship     | 18     | 1      | 4            | 1            | 2          | 0          | —      | —      | —     | —     | 24    | 2     |
| Career total           | Career total | Career total     | 122    | 16     | 23           | 8            | 2          | 0          | 7      | 0      | 1     | 0     | 155   | 24    |

1. ↑  Includes Turkish Cup, FA Cup
2. ↑  Includes EFL Cup
3. ↑  Appearance in Turkish Super Cup
4. ↑  Appearances in UEFA Champions League

### Quốc tế
Tính đến ngày 26 tháng 3 năm 2024
| National team | Year      | Apps | Goals |
| ------------- | --------- | ---- | ----- |
| Thổ Nhĩ Kỳ    | 2022      | 5    | 1     |
| Thổ Nhĩ Kỳ    | 2023      | 2    | 1     |
| Thổ Nhĩ Kỳ    | 2024      | 2    | 0     |
| Tổng cộng     | Tổng cộng | 9    | 2     |

Bàn thắng và kết quả của Thổ Nhĩ Kỳ được để trước.
| # | Ngày                 | Địa điểm                                               | Số trận | Đối thủ | Bàn thắng | Kết quả | Giải đấu                    |
| - | -------------------- | ------------------------------------------------------ | ------- | ------- | --------- | ------- | --------------------------- |
| 1 | 7 tháng 6 năm 2022   | Sân vận động LFF, Vilnius, Litva                       | 2       | Litva   | 5–0       | 6–0     | UEFA Nations League 2022–23 |
| 2 | 15 tháng 10 năm 2023 | Sân vận động Medaş Konya Büyükşehir, Konya, Thổ Nhĩ Kỳ | 6       | Latvia  | 1–0       | 4–0     | Vòng loại UEFA Euro 2024    |

## Danh hiệu
Galatasaray
- Süper Lig: 2018–19, 2022–23[4]
- Turkish Cup: 2018–19
- Turkish Super Cup: 2019

Leicester City
- EFL Championship: 2023–24[5]